# Hypoplectrodes semicinctum
Hypoplectrodes semicinctum là một loài cá biển thuộc chi Hypoplectrodes trong họ Cá mú. Loài này được mô tả lần đầu tiên vào năm 1833.

## Phân bố và môi trường sống
H. semicinctum có phạm vi phân bố ở Đông Nam Thái Bình Dương. Loài cá này được tìm thấy ở ngoài khơi đảo Phục Sinh; quần đảo Desventuradas; và quần đảo Juan Fernández (đều thuộc chủ quyền của Chile).